# Scenopinus monodi
Scenopinus monodi är en tvåvingeart som först beskrevs av Seguy 1933.  Scenopinus monodi ingår i släktet Scenopinus och familjen fönsterflugor.
Artens utbredningsområde är Mali. Inga underarter finns listade i Catalogue of Life.